# Dion chante Plamondon
Dion chante Plamondon är ett studioalbum av den kanadensiska sångaren Céline Dion. I Europa släpptes albumet som Des mots qui sonnent. Det gavs ut den 4 november 1991 och innehåller 12 låtar.

## Låtlista
| Nr  | Titel                                      | Längd |
| --- | ------------------------------------------ | ----- |
| 1.  | Des mots qui sonnent                       | 3:56  |
| 2.  | Le monde est stone                         | 3:40  |
| 3.  | J'ai besoin d'un chum                      | 4:04  |
| 4.  | Le fils de Superman                        | 4:35  |
| 5.  | Je danse dans ma tête                      | 4:14  |
| 6.  | Le blues du businessman                    | 4:30  |
| 7.  | Piaf chanterait du rock                    | 3:23  |
| 8.  | Un garçon pas comme les autres (Ziggy)     | 2:58  |
| 9.  | Quelqu'un que j'aime, quelqu'un qui m'aime | 3:40  |
| 10. | Les uns contre les autres                  | 3:10  |
| 11. | Oxygène                                    | 6:00  |
| 12. | L'amour existe encore                      | 3:50  |

## Listplaceringar
| Lista               | Topplacering |
| ------------------- | ------------ |
| Belgien (Vallonien) | 17           |